# Chapelle des Pénitents d'Allègre
Pour les articles homonymes, voir Chapelle des Pénitents blancs.
La chapelle des Pénitents d'Allègre est une chapelle située en France sur la commune d'Allègre, dans la région Auvergne-Rhône-Alpes.

## Localisation
La chapelle est située dans le département français de la Haute-Loire, sur la commune d'Allègre, dans l'ancienne région administrative d'Auvergne.

## Historique
En 1547, Jean de Mozac, prieur de Crevon, offre généreusement à sa ville natale, Allègre, un ensemble de trois statues, incluant notamment celle de Notre-Dame de Pitié. Son frère, Antoine de Mozac, un notable fortuné de la localité, finance la construction d'un oratoire spécialement dédié pour les accueillir. Cet édifice forme aujourd'hui le chœur de la chapelle existante et devient rapidement un lieu de pèlerinage prisé. En 1650, une nef surmontée d'un clocher abritant deux cloches est ajoutée à l'oratoire. De 1651 à 1901, la confrérie de pénitents Blancs y établit son quartier général. En 1914, d'importants travaux de restauration sont entrepris, incluant la réfection de la toiture et de la décoration intérieure.
L’archiconfrérie du Saint Sacrement des Pénitents blancs d’Allègre a été instaurée le Jeudi saint 1629, mise en sommeil au début du XXe siècle et a été réinstallée en 2024 par  Mgr Yves Baumgarten, évêque du Puy-en-Velay et aumônier général des confréries des Pénitents de France et de Monaco,.

## Description
La configuration de la chapelle présente un agencement rectangulaire, comprenant un chœur à pans coupés et une abside en cul-de-four qui renferme une niche contenant la Vierge de Pitié du XVIIe siècle. Du côté nord, une porte initialement destinée à la marquise de Flaghac a été partiellement murée pour abriter deux sépultures. Une frise funéraire, ornée de seize écus, court à mi-hauteur le long de toute la paroi intérieure.

## Mobilier
Plusieurs éléments sont inscrits au titre des objets mobiliers :
- autel de la Vierge avec ses deux gradins et son tabernacle[4] ;
- deux bustes-reliquaires[5] ;
- paire de statues : Anges en adoration[6] ;
- chasuble, étole, voile de calice et manipule[7] ;
- ex-voto : Tribu d'amour filial[8].

## Protection
La chapelle des Pénitents est inscrite au titre des monuments historiques par arrêté du 30 janvier 1986.